# Metaalunògen
El metaalunògen és un mineral de la classe dels sulfats. Rep el seu nom per la seva relació amb l'alunògen.

## Característiques
El metaalunògen és un sulfat de fórmula química Al₂(SO₄)₃·12H₂O. Cristal·litza en el sistema ortoròmbic. És l'anàleg poc hidratat de l'alunògen.
Segons la classificació de Nickel-Strunz, el metaalunògen pertany a «07.CB: Sulfats (selenats, etc.) sense anions addicionals, amb H₂O, amb cations de mida mitjana» juntament amb els següents minerals: dwornikita, gunningita, kieserita, poitevinita, szmikita, szomolnokita, cobaltkieserita, sanderita, bonattita, aplowita, boyleïta, ilesita, rozenita, starkeyita, drobecita, cranswickita, calcantita, jôkokuïta, pentahidrita, sideròtil, bianchita, chvaleticeïta, ferrohexahidrita, hexahidrita, moorhouseïta, niquelhexahidrita, retgersita, bieberita, boothita, mal·lardita, melanterita, zincmelanterita, alpersita, epsomita, goslarita, morenosita, alunògen, aluminocoquimbita, coquimbita, paracoquimbita, romboclasa, kornelita, quenstedtita, lausenita, lishizhenita, römerita, ransomita, apjohnita, bilinita, dietrichita, halotriquita, pickeringita, redingtonita, wupatkiïta i meridianiïta.

## Formació i jaciments
Va ser descoberta a Francisco de Vergara, a l'Oficina Maria Elena, a la província de Tocopilla (Regió d'Antofagasta, Xile). També ha estat descrita a Waikato i Bay of Plenty, a Nova Zelanda; a la Regió de Prešov, a Eslovàquia; i als estats d'Arizona i Nebraska, als Estats Units.